# ZAFEEDO
ZA FEEDO（ザフィード）は日本の東京を拠点に活動するバンド。